# Wächtersteine

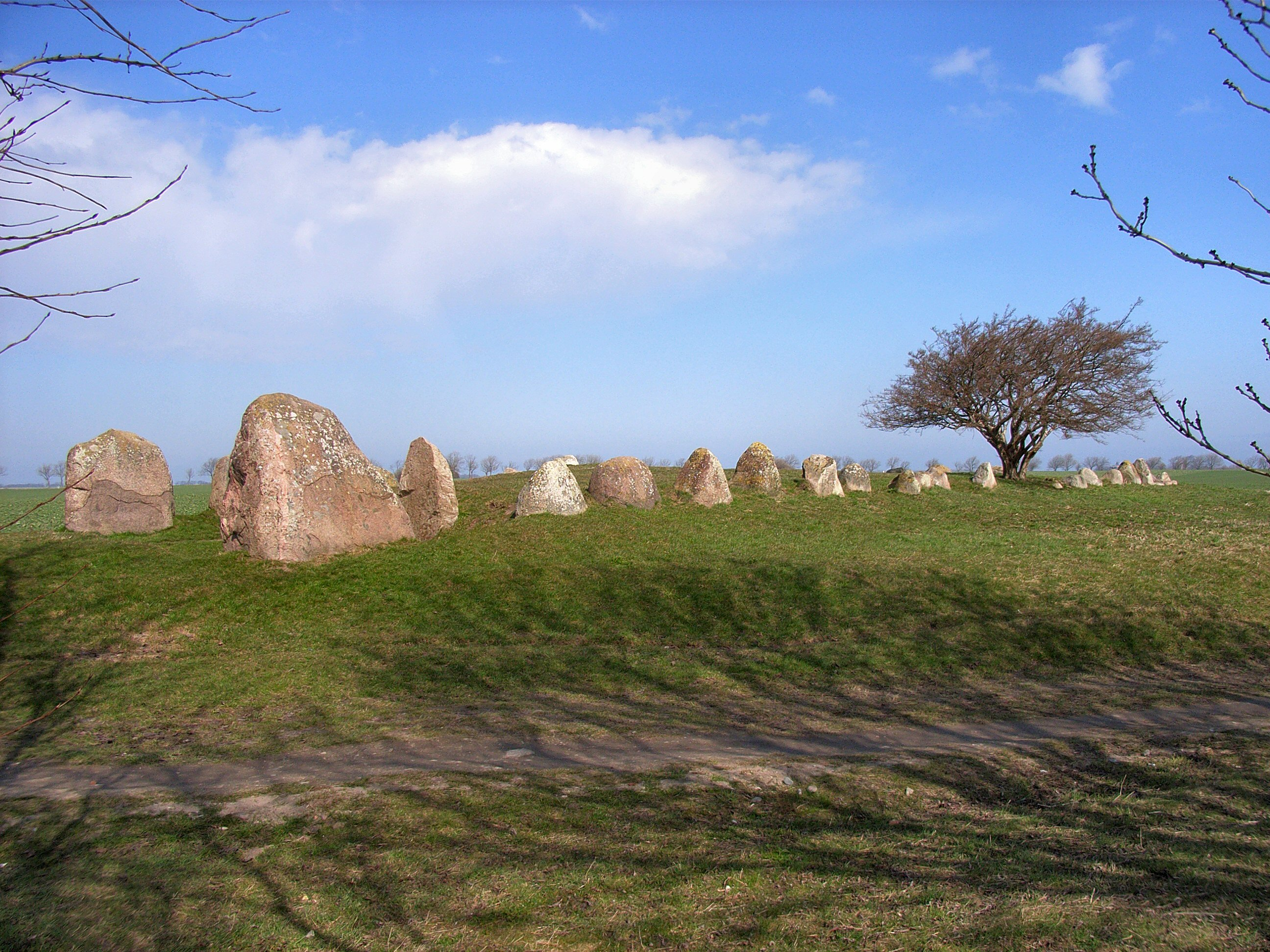
Nobbin auf Rügen

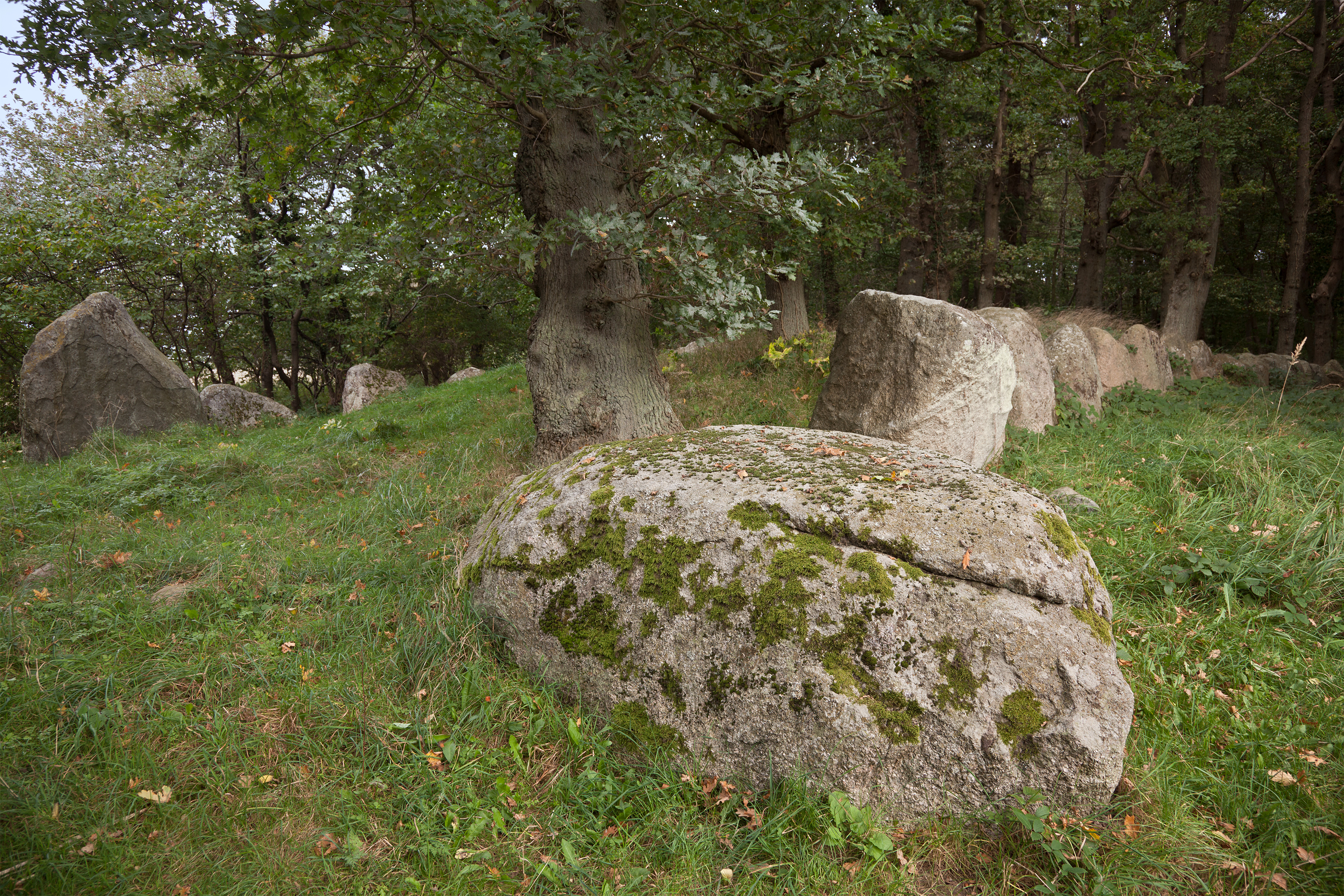
Umgestürzter Wächterstein von Dwasieden

Wächtersteine ist ein archäologischer Begriff für ausschließlich paarweise verwendete große Findlinge an den Ecken von rechteckigen und trapezförmigen Hünenbetten der Trichterbecherkultur (TBK). Es handelt sich um auffallend große Blöcke, die entweder die Eckpfeiler eines Hünenbettes bilden oder antenartig aus der Phalanx hervorragen und den Schmalseiten der Einfassung ein monumentales Aussehen verleihen. Einzelne Steine, die in der Nähe belgischer, bretonischer und korsischer Megalithanlagen aufgestellt wurden, heißen dagegen „Menhir indicateur“.
Wächtersteine sind für trapezförmige Hünenbetten typischer als für rechteckige und finden sich vereinzelt in Dänemark und Skandinavien, vor allem aber in Mecklenburg-Vorpommern, Niedersachsen (Salongrab), Sachsen-Anhalt (Drebenstedt, Leetze, Winterfeld) und vereinzelt in Holstein (Hünenbetten „Alter Hau“). In Deutschland finden sich die imposantesten erhaltenen Beispiele an den trapezförmigen Anlagen von Dummertevitz und Nobbin auf der Insel Rügen.
- Am Großdolmen von Dwasieden stehen am breiteren Ende Wächtersteine von 3,3 bzw. 3,5 m Höhe und am schmaleren solche von 1,4 bzw. 1,6 m.
- Am breiten Ende des trapezförmigen Bettes von Nobbin stehen Wächtersteine von 3,3 bzw. 3,4 m Höhe und einem Gewicht von je 25 t. Am schmalen Ende haben sie eine Höhe von 1,5 m und wiegen knapp sechs Tonnen.

Auf dem mecklenburgischen Festland erreicht lediglich ein Block am Hünenbett ohne Kammer von Kritzow eine Höhe von 2,5 m. 
Die Wächtersteine der Altmark erreichen Höhen bis 2,8 m. 
Bei einigen Anlagen ragen die Wächtersteine schräg aus der Phalanx heraus. So am Urdolmen von Frauenmark, Landkreis Parchim und am Ganggrab von Mellen, im Landkreis Prignitz. Am Ganggrab von Naschendorf, Landkreis Nordwestmecklenburg sind die Blöcke der Schmalseiten konkav aufgestellt, so dass die Ecken hervortreten. Diese Form zeigt auch die breitere Schmalseite des trapezförmigen Bettes von Kruckow, im Alt-Landkreis Demmin. 
Gänzlich herausgelöst aus der Phalanx der Einfassung sind die Wächtersteine an einer Anzahl von rechteckigen Hünenbetten. Die Blöcke wurden als antenartige Verlängerung der Langseiten aufgestellt. Andere Wächtersteine die wenig aus den Einfassungen ragen sind die Betten von Grevesmühlen-Barendorf, Kreis Nordwestmecklenburg, Barkvieren, Kreis Rostock und Mankmoos, Kreis Nordwestmecklenburg. 
Untersuchungen an den Wächtersteinen von Dwasieden, Lancken-Granitz 1 und Nobbin ergaben, dass die Wächtersteine nicht isoliert von den übrigen Einfassungblöcken aufgestellt wurden. Ihre Basen befindet sich auf gleicher Höhe mit den übrigen Einfassungssteinen und es existieren/existierten Verbindungen in Form von Trockenmauerwerk zu den anschließenden Blöcken. Obwohl man Wert auf besonders hohe Wächtersteine legte, gelangten zumeist nur Findlinge zur Aufstellung, die eine ausgeprägte Standfläche besaßen und damit Gewähr für Standfestigkeit (Eigenstatik) boten. Die Notwendigkeit zeigt sich an einem Wächterstein der Dwasiedener Anlage, der keine statisch günstige Grundfläche besitzt und umstürzte, wie die 40 Schälchen auf seiner Oberseite zeigen.
Eine Variante der Wächtersteinidee sind jene Schmalseiten von Langbetten, bei denen alle (vier oder fünf) nahezu gleich hohen Steine, die Steinhöhe an den Langseiten vielfach überragen, wie es bei den Visbeker Anlagen (Visbeker Braut und Bräutigam) der Fall ist.

## Bedeutung
Der am Nobbiner Hünenbett bis auf den gewachsenen Boden freigelegte Bereich zwischen den Wächtersteinen erbrachte keine Hinweise auf eine besondere Nutzung. Auffallend ist aber, dass an den Schmalseiten vieler Megalithanlagen große Mengen von Feuersteinabschlägen angetroffen wurden, die anscheinend vor Ort erzeugt wurden, da es Anhäufungen gab, bei denen ein Teil der Abschläge vom selben Kern stammte. Solche Beobachtungen gab es auch an den „Wächtern“ von Dwasieden und Lancken-Granitz. Am eindrucksvollsten sind die vielen Abschläge, die auf mehreren Haufen an den stelenartigen Blöcken der Einfassung des erweiterten Dolmen 2 von Serrahn, im Landkreis Mecklenburgische Seenplatte zutage kamen. Sie lagen so zusammen, dass ihre Herstellung zweifelsfrei am Fundplatz erfolgte. Abschläge in großer Zahl fand man allerdings auch an einem Deckstein des Ganggrabes 1 von Gnewitz, Kreis Bad Doberan. Keiner der Abschläge ist retuschiert, sie stellen also Schlagabfall dar. Mit einer Zweckbestimmung der Wächtersteine haben sie nur indirekt zu tun.